# Aeaea juvantis
Aeaea juvantis är en fjärilsart som beskrevs av Hodges 1964. Aeaea juvantis ingår i släktet Aeaea och familjen fransmalar. Inga underarter finns listade i Catalogue of Life.